# Jean Anguera
 (juillet 2013).
Si vous disposez d'ouvrages ou d'articles de référence ou si vous connaissez des sites web de qualité traitant du thème abordé ici, merci de compléter l'article en donnant les références utiles à sa vérifiabilité et en les liant à la section « Notes et références ».
Jean Anguera, né le 22 décembre 1953 à Paris, est un sculpteur français.
Ses modelages reproduits dans la résine polyester veulent exprimer la relation de l'homme avec le paysage. Les thèmes du marcheur et de la plaine sont récurrents dans son travail.
En février 2013, il est élu à l'Académie des beaux-arts au fauteuil de François Stahly et reçu sous la Coupole le 10 décembre 2014 par son confrère sculpteur Antoine Poncet.

## Biographie
Fils d’un père statisticien chercheur en médecine Jordi Anguera et d’une mère sculpteur Pierrette Gargallo (es) et petit-fils du sculpteur aragonais Pablo Gargallo, il affirme très tôt son goût pour le modelage.
Dès 1967, sa mère l'inscrit aux séances de modèle vivant à l'Académie de la Grande Chaumière. De 1971 à 1978, il suit une formation d'architecte mais il fréquente parallèlement l'atelier du sculpteur César à l’École Nationale Supérieure des Beaux-Arts de Paris.
En 1977, il expose pour la première fois ses sculptures avec celles de Laure de Ribier au musée Ernest-Rupin de Brive.
Ses études d'architecture seront marquées par les enseignements de Jacques Bosson (scénographie des espaces), de Jacques Lecoq et de Gérard Koch (atelier du mouvement, la projection du corps, expression et transfert des représentations). Il acquiert le diplôme d'architecte mais n'exercera pas la profession en choisissant dès 1979 de se consacrer exclusivement à la sculpture. Toutefois l'architecture conservera une forte influence sur ses recherches sculpturales et en particulier l'idée même de représentation qu'il avait développée pour son diplôme d'architecte exposant les relations privilégiées entre conception et moyen d'expression.
Il fonde avec le sculpteur Laure de Ribier, le photographe et poète Jean Bescos et l'architecte Pierre Lafon le groupe Tendre conspiration dont une première exposition a lieu en 1983 à la galerie Ducroux à Paris.
Pour les éditions Carmen Martinez, il réalise avec Jean Bescos une monographie sur Pablo Gargallo publiée en 1980. L'année suivante, il expose à la galerie Carmen Martinez avec le peintre Renaat Ivens.
À partir de 1986, la galerie Marwan Hoss s'intéresse à son travail et réalise une première exposition individuelle en 1988. Suivra l'exposition Pensée du paysage en 1999 dans la succursale de la galerie à Bruxelles et en 2006 dans la galerie parisienne l'exposition Terre d'appui réunira la première série des résines polyesters des Hommes jusqu'à la plaine et une suite de dessins grand-format sur le même thème. D'autres galeries l'exposeront fréquemment comme la Galerie Lina Davidov puis plus récemment la galerie Michèle Broutta.
Peu de temps après la parution d'un ouvrage écrit par le poète Salah Stetie, Jean Anguera, sculpteur de l'impalpable publié aux Éditions Kallimages en 2011, le Musée Goya de Castres lui consacre une importante exposition qui autorise un premier bilan de son œuvre. L'année suivante, avec pour titre Sculpture Paysage, le COMPA de Chartres présente ses travaux en lien avec les collections permanentes du musée et le regard sur le paysage de photographes de renom (Exposition Images/Paysages).
En 2012, il reçoit le Prix Simone et Cino del Duca pour l'ensemble de son œuvre avant d'être élu en 2013 membre de l'Académie des Beaux-arts.
L'exposition L'inconnu dans l'atelier en juin 2013 à la Ferme Ornée de la Propriété Caillebotte à Yerres invente un tracé original de son œuvre.

## Analyse de l'œuvre
Jean Anguera se définit modeleur[réf. nécessaire].

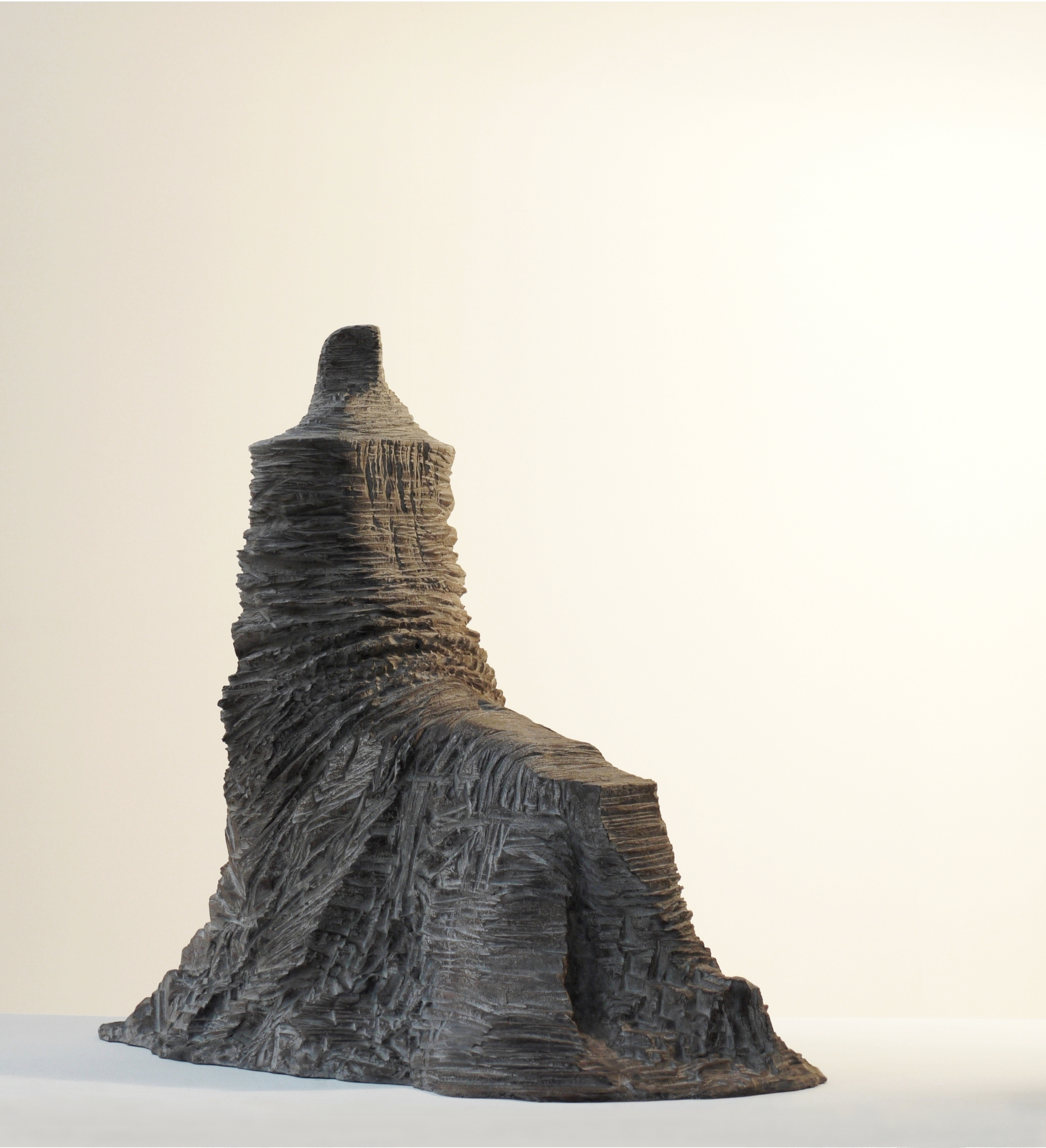
Femme assise tissée à la plaine, 2009, polyester, 115 x 83 x 130

Ses œuvres sont d'abord réalisées dans l'argile avant d'être reproduites en résine polyester, c'est-à-dire fixées dans ce qu'il conçoit comme une photographie en trois dimensions d'une sensibilité égale au rendu de l'argile. L'argile c'est la spontanéité et l'essentiel se passe pendant son travail mais une fois la sculpture terminée le matériau - la résine polyester - est accessoire, seul compte pour l'artiste le propos, même si ce dernier dépend fortement du matériau qui le soutient.
À partir de 1983, ses recherches tournent autour du rapport de l'homme avec le paysage, pris au sens large ou de manière métaphorique.
Selon Gérard Xuriguera sa sculpture procède des sollicitations du dehors et du dedans, elle allie l'apparence à la pensée abstraite (catalogue de l'exposition Terre d'appui en 2006 à la galerie Marwan Hoss).
Pour Jean Anguera, la représentation du corps doit traduire les liens d'une réalité affective et physique avec l'espace habité. L'homme est une réalité globale dont l'intériorité et l'extériorité se confrontent et se nouent à la surface de la sculpture. Son travail rejoint ainsi la notion des Géographies sentimentales de Pierre Sansot.
Dans son ouvrage Jean Anguera, sculpteur de l'impalpable Salah Stétié écrit : « Cette sculpture je la regarde comme infigurée et infigurable, je l'écoute qui meurt et vit en même temps, qui « meurt de ne pas mourir ». Les personnages d'Anguera vivent une existence ambigüe qui les rend si incertains de leur être dans l'apparence qui est la leur ».
L'exposition en 2013 à la Ferme Ornée de la Propriété Caillebotte à Yerres témoigne du double aspect de sa vision d'un intime dehors.

## Œuvres
|  |  |  |
|  |  |  |

## Expositions personnelles
- 1977 : Exposition au musée Ernest-Rupin de Brives (19) avec le sculpteur Laure de Ribier.
- 1980 : Galerie Carmen Martinez, Paris (4e) exposition avec le peintre Renaat Ivens.
- 1987 : Voyageurs en délire, Musée Bourdelle, Paris (15e), avec M. Babarit et L. de Ribier.
- 1988 : Galerie Marwan Hoss, Paris (1er).
- 1993 : Galerie Lina Davidov, Paris (7e).
- 1993 : 5 Portraits-5 Villages, exposition-itinéraire dans le Loiret (avec les concours du Conseil Général du Loiret et de la Ville de Puiseaux).
- 1994 : Portraits du Paysage, Galerie Lina Davidov, Paris (7e).
- 1995 : Caminos Inversos, Musée Pablo Gargallo, Saragosse, Espagne.
- 1996 : Caminos Inversos, Fondation Guinovart, Agramunt, Espagne.
- 1997 : De la présence et du Lieu, Galerie Lina Davidov, Paris (7e).
- 1999 : Pensée du Paysage, Galerie Marwan Hoss, Bruxelles, Belgique.
- 2001 : Le Dessin de la Sculpture, Galerie Lina Davidov, Paris (7e).
- 2002 : Instant à la lisière, Centre d’Études Catalanes, Paris Sorbonne IV, Paris (4e).

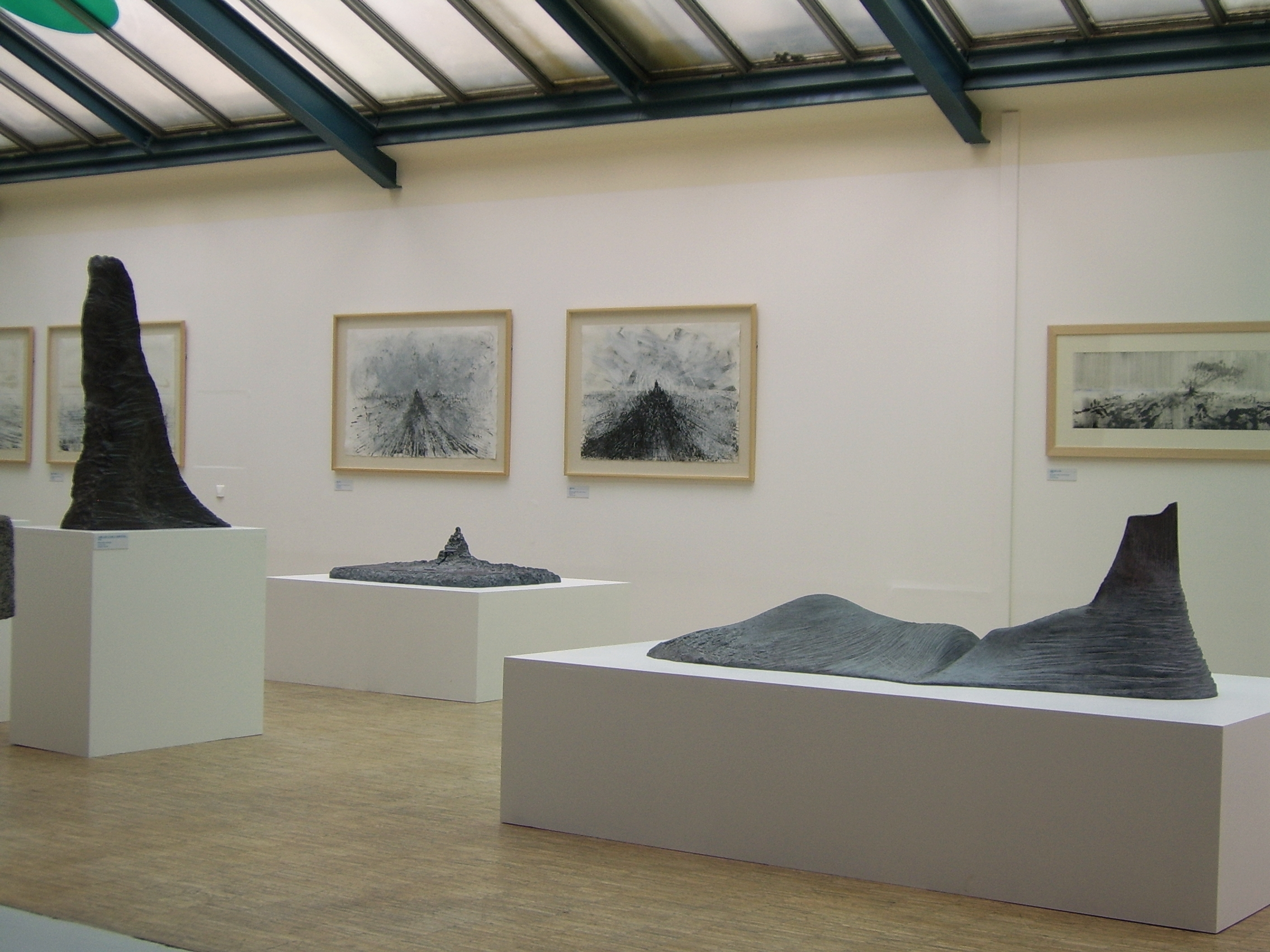
Vues de l'exposition Sculpture Paysage, Le Compa, Chartres 2012

- 2003 : Portraits de Gallifa, La Menuiserie, Rodez.
- 2003 : Portraits de Gallifa, Château de Bellecour, Pithiviers.
- 2004 : L’intime dehors, avec le photographe Eric Coisel, Galerie Lina Davidov, Paris (7e).
- 2005 : Amigos, Galerie Aroya, Saragosse, Espagne, avec le peintre Mercedes Gomez Pablo et le sculpteur Ivon Le Bozec.
- 2006 : Las islas de la memoria, Fondation Ibercaja, Valence, Espagne.
- 2006 : Terre d’appui, Galerie Marwan Hoss, Paris (1er).
- 2007 : Pablo Gargallo, Hôtel Simiane, Gordes.
- 2008 : L’échelle placée devant soi, Musée d’Orléans.
- 2008 : Espace culturel André Malraux, Le Kremlin-Bicêtre, avec le peintre Dan Barichasse.
- 2011 : L’homme jusqu’à la plaine, Galerie Michelle Broutta, Paris (15e).
- 2011 : L'argile est éternelle, Musée Goya, Castres.
- 2012 : Sculpture Paysage, Musée Le Compa de Chartres.
- 2013 : L'inconnu dans l'atelier, La Ferme Ornée, Propriété Caillebotte, Yerres.
- 2015 : Exposition dans la Grange du Théâtre des Minuits[4], La Neuville-sur-Essonne.
- 2016 : Caminos de la escultura, Palacio de La Lonja, Saragosse, Espagne.
- 2016 : Une présence, Abbaye de Flaran, Gers, France
- 2017 : Un désir de présence, Pithiviers, Loiret.

## Expositions collectives
- 1986 : Des Pionniers à l’Avant-Garde, FIAC, stand Galerie Marwan Hoss.
- 1986 : Sculptures du XXe, Fondation de Coubertin, Saint-Rémy-lès-Chevreuse.
- 1987 : Sculptures dans la nature, Fondation Johnson, Saint-Ouen-l'Aumône.
- 1994 > 2003 : Grands et Jeunes d’aujourd’hui, Paris (membre du comité à partir de 1998).
- 1995 : Petits formats Grandes œuvres, Galeris Marwan Hoss, Paris.
- 1998 > 2011 : Salon de Mai, Paris. (membre du comité à partir de 2005).
- 1999 : Hommage à Carmen Martinez, Galerie Michèle Broutta, Paris.
- 2000 : ARCO, stand Galerie Marwan Hoss, Madrid, Espagne.
- 2001 : Dessins de Sculpteurs, Galerie Michèle Broutta, Paris.
- 2003 : Amb Papel, Galerie Greca, Barcelone, Espagne.
- 2005 : Premier dépli, « Collection Mémoires » d’Éric Coisel, « La Menuiserie », Rodez
- 2006 : Art Paris, Grand Palais, stand Galerie Broutta, Paris
- 2006 : Art Space Guiza 5, Tokyo, Japon
- 2007 : 41 sculpteurs, 1re Biennale de sculpture Propriété Caillebotte, Yerres.
- 2007 : Rendez-vous de Mai, Galerie Manoury, Paris
- 2008 : Le poème Meschonnic, Théâtre de Privas.
- 2009 : Robert Marteau et ses amis peintres et graveurs, Médiathèque d’Issy-les-Moulineaux
- 2009 : 73 sculpteurs, 2e Biennale de sculpture Propriété Caillebotte, Yerres.
- 2011 : Inventer des mondes singuliers, 3e Biennale de sculpture, Propriété Caillebotte, Yerres.
- 2012 : Hommage à Vincent Batbedat, Galerie Michèle Broutta, Paris.
- 2012 : Salah Stétié et les peintres, Musée Paul Valery, Sète.

## Prix, commandes et distinctions
- 1985 : Grand Prix de Sculpture de la ville d’Issy-les-Moulineaux.
- 1989 : Réalisation avec Laure de Ribier de deux sculptures scéniques monumentales pour l’opéra Nuit claire de René Quinon et Philippe Defosse au théâtre de Vals-les-Bains en Ardèche).
- 1990 : Ici, ailleurs, sculpture monumentale pour le cimetière d'Yèvre-le-Châtel.
- 1991 : Sculpture monumentale pour le Musée d'art et d'archéologie d'Aurillac.
- 1992 : Conférence - exposition à l’Hôpital St Vincent de Paul à Paris dans le cadre d’un colloque sur Le Toucher, service psychiatrique du Docteur Golse.
- 1995-96 : Le passeur d’âmes, sculpture monumentale en pierre de Combrune, quartier de St Aignan, Pithiviers.
- 1998 : Prix de la Sculpture du Salon de Mai, Paris.
- À partir de 1999 dans le cadre de la Collection Mémoires dirigée par Éric Coisel, il réalise des livres manuscrits-peints avec Jacques Ancet, Joël Bastard, Michel Bobbot, Michel Butor, Anne Cayre, Éric Coisel, François Dominique, Jean-Paul Gavart-Perret, Serge Gavronsky, Daniel Leuwers, Hubert Lucot, Robert Marteau, Matthieu Messagier, René Quinon, Tita Reut, Salah Stetie, François Zenone et Louis Zukofsky.
- 2007 : Commissariat de l’exposition¨Pablo Gargallo, Centre d'Art El Kubo de San Sebastian, Espagne.
- 2012 : Prix Simone et Cino del Duca de la sculpture pour l’ensemble de son œuvre.
- 2016 : Chevalier des Arts et des Lettres